# Hammerheart
Hammerheart ist das fünfte Album der schwedischen Band Bathory. Es erschien im April 1990 als Faltcover-LP. Hammerheart führt den Weg vom Black Metal fort, den Bathory mit dem Vorgänger Blood Fire Death eingeschlagen hatte, und gilt als Meilenstein des späteren Viking Metal.

## Entstehungsgeschichte
Bathory ging im Juni 1989 ins Heavenshore-Studio, um das Album aufzunehmen. Das dafür gemietete Effektgerät wurde kaum verwendet. Da es in diesem Sommer sehr heiß war, musste die Band die Tür der Garage, die als Studio diente, die meiste Zeit geöffnet lassen, um nicht wegen der Hitze und des Sauerstoffmangels ohnmächtig zu werden.

## Titelliste
1. Shores in Flames – 11:07
2. Valhalla – 9:33
3. Baptised in Fire and Ice – 7:57
4. Father to Son – 6:28
5. Song to Hall up High – 2:30
6. Home of Once Brave – 6:43
7. One Rode to Asa Bay – 10:23
8. Outro – 0:52

### Titelliste auf der remasterten Version von 2003
1. Shores in Flames
2. Valhalla
3. Baptised in Fire and Ice
4. Father to Son
5. Song to Hall Up High/Home of Once Brave
6. One Rode to Asa Bay
7. Outro

## Texte
Im Gegensatz zum Vorgänger Blood Fire Death finden sich hier keine satanistischen Anspielungen mehr in den Texten, sondern Themen mit Bezug zum Heidentum.
Shores in Flames handelt von einer Schifffahrt zur Küste eines fremden Landes. Die dortige Stadt wird beim Morgengrauen von den Protagonisten überfallen. Der Text beinhaltet Anspielungen auf Odin, seine Raben Hugin und Munin sowie Thor.
Valhalla handelt von Walhall, wohin die in der Schlacht gefallenen Krieger kommen.
Baptised in Fire and Ice und das den „Kindern des Nordsterns“ gewidmete Father to Son („Dedicated to the Children of the North Star“) beziehen sich auf die Überlieferung von Vater zu Sohn und haben deutliche patriotische Züge:

"Promise me my son to always
Cherish what is home to you

What is the truth and to

Defend all of your race

Never lose the values

I have taught to you

Always keep your moral and ideals

Do never bring your flag disgrace"

„Versprich mir, mein Sohn, immer

In Ehren zu halten, was für Dich Heimat ist

Was die Wahrheit ist und zu

Dein gesamtes Geschlecht zu verteidigen
Verliere nie die Werte

Die ich Dir beigebracht habe

Behalte immer Deine Moral und Ideale

Und bringe niemals Schande über Deine Flagge“

Song to Hall Up High richtet sich an Odin, in dessen Halle der Protagonist nach seinem Tode eintreten will, und geht in Home of Once Brave über, das die Natur behandelt und ebenfalls auf Odin und seine Raben Bezug nimmt.
Das Dean Andersson gewidmete Lied One Rode to Asa Bay behandelt die christliche Invasion Skandinaviens und die Zwangschristianisierung der Heiden. Zu diesem Lied ließ Thomas „Quorthon“ Forsberg ein Musikvideo anfertigen.

## Stil
Der klare Gesang, den Quorthon auf dem Vorläufer Blood Fire Death erstmals eingesetzt hatte, ist auf Hammerheart der Normalfall. Außerdem ließ er den schnellen, thrash-lastigen Stil der frühen Alben zurück, und die Lieder sind meist über fünf Minuten lang. Fierce vom Webzine vampster bezeichnet die Musik als „perfekten Soundtrack“ zu „Geschichten aus längst vergangenen Zeiten“, die Musik wird von ihm als „schleppender, bombastischer und epischer Bastard aus Doom und Black Metal der mit einer Atmosphäre gespickt ist, die einem durch Mark und Bein geht“ bezeichnet. Trotz der akustischen Passagen hat das Album für Fenriz von Darkthrone „NICHTS zu tun mit Folk Metal“. Zu jener Zeit gab Quorthon an, hauptsächlich Opern von Richard Wagner zu hören, der eine wichtige Inspiration gewesen sei und dessen Name sich unter den Danksagungen findet.

## Gestaltung

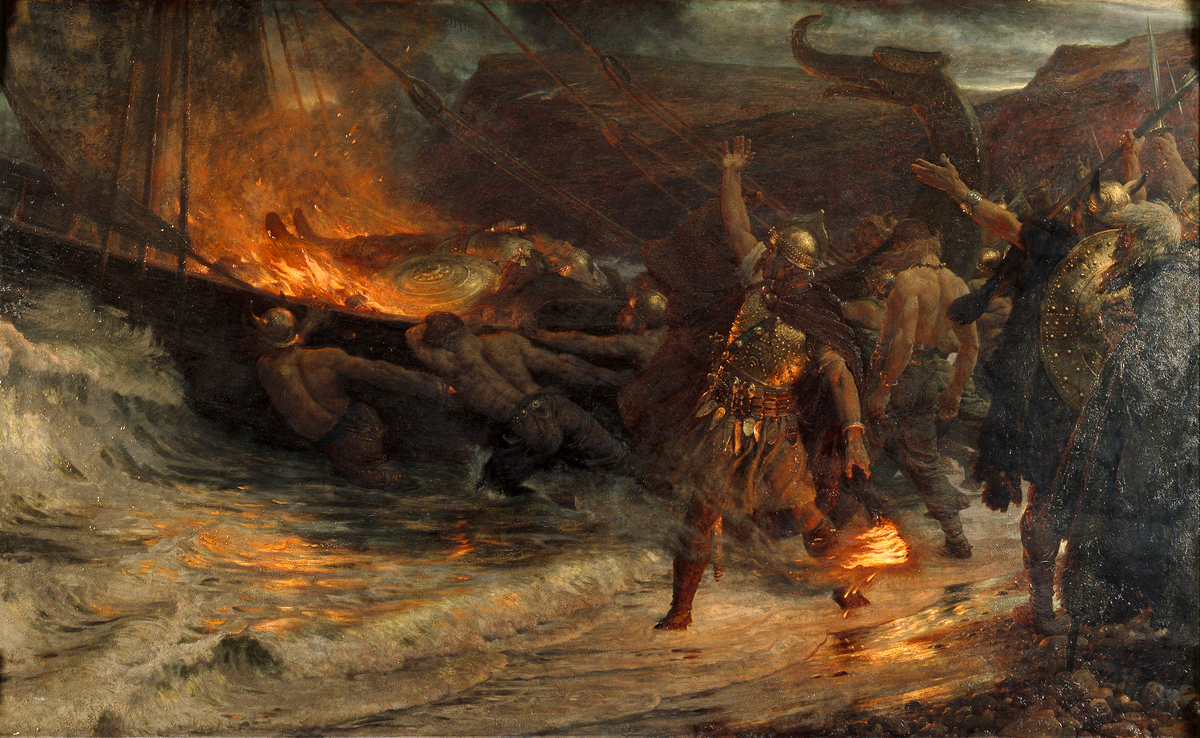
The Funeral of a Viking, 1893

Das Design des Albums wurde von Quorthon übernommen, das Schallplattencover ist ein Gemälde von Sir Frank Dicksee, The Funeral of a Viking, das die Schiffsbestattung eines Wikingers auf einem in Brand gesetzten Langschiff zeigt. Die Photographie in der LP stammt von Jörn Böhmer Olsen und Ralf Sörensen. Auf der Rückseite ist ein Sonnenrad zu sehen, was zu Kontroversen führte.

## Rezeption
Eduardo Rivadavia von allmusic ist der Ansicht, dass Quorthons klarer Gesang Stimmbildung verlangt hätte. Hammerheart gilt als das archetypische Viking-Metal-Album. Rivadavia sieht eine Verbindung zwischen Quorthons antichristlicher Ausrichtung und den Verbrechen der Black-Metal-Szene, die er als Hassverbrechen bezeichnet. Fierce von vampster schrieb, keine einzige Band habe „es bis heute geschafft die einzigartige Wikinger-Atmosphäre von BATHORY´s "Hammerheart" zu erreichen“ und kein Album habe „die Bezeichnung ‚Viking-Metal‘ mehr verdient“ Dass die Produktion eher schlecht und „Quorthon einfach kein technisch guter Sänger ist“, sind für ihn „Fakten, die bei diesem Album einfach keine Rolle spielen. ‚Hammerheart‘ vermittelt ein Gefühl, ‚Hammerheart‘ bietet zeitlose Musik und ‚Hammerheart‘ ist eine Klasse für sich“. Es sei „[t]rotz all seiner Fehler […] ein perfektes Album“.
Fenriz von Darkthrone betont, dass der damals neue Stil von Bathory „AUSSERORDENTLICH originell war“.

„Was Quorthon mit Bathory in den Jahren 1989–1991 gemacht hat, hat NICHTS zu tun mit Folk Metal, er marschierte gegen alles auf, als er ‚Hammerheart‘ und ‚Twilight of the Gods‘ veröffentlichte. Die ganze Szene spielte schneller und schneller und mit mehr und mehr Hi-Fi-Sound; er aber machte grundehrlichen Viking Metal, ganz für sich allein.“